# Logica nova
L'espressione Logica nova indica un insieme di quattro testi di Aristotele tradotti e riscoperti nel XIII secolo, in particolare grazie al lavoro di Giacomo da Venezia. Essa andò a integrare i testi della Logica vetus per ricomporre l'intero Organon di sette libri.
La Logica nova comprende:
- gli Analitici primi
- gli Analitici secondi
- i Topici
- gli Elenchi sofistici.

Con l'espressione di Logica antiquorum si indicava la combinazione di Logica vetus e di Logica nova.
Nel XIII secolo vari ordini religiosi organizzarono degli studia per la formazione dei propri membri intorno alla nuova logica. Ad esempio, quando nel 1288 l'Ordine dei Predicatori trasferì lo studium provinciale da Santa Sabina a Santa Maria sopra Minerva, che nel XV secolo sarebbe divenuto la Pontificia università "San Tommaso d'Aquino" (o Angelicum), nel 1291 lo studio di Santa Sabina fu trasformato in uno dei tre studia nove logice dell'ordine. Questi studi erano dedicati ai testi della Logica nova, in aggiunta alle Isagoge di Porfirio, al De Divisione e ai Topici di Boezio, alle Categorie e al De Interpretatione di Aristotele e alle Summulae Logicales di Pietro di Spagna. Furono lettori in questo studio: Milone da Velletri nel 1293, il fiorentino Giovanni dei Tornaquinci nel 1310 e Nerio di Terzia nel 1331. Qui studiò logica Giovanni Zocco da Spoleto.
La Logica nova fu ripresa anche nelle teorie di Raimondo Lullo. La Logica parva si riferisce a un importante libro di testo di Paolo da Venezia.
Il termine Logica nova fu in uso almeno fino al XVII secolo (ad esempio, nel testo  Logica vetus et nova del 1654 di Johannes Clauberg).